# Người Bố Y
Người Bố Y (tiếng Trung: 布依族; Hán-Việt: Bố Y tộc; bính âm: Bùyīzú; tiếng Anh: Bouyei; Tiếng Bố Y: Buxqyaix; Tiếng Tráng: Bouxyaej), còn gọi là Chủng Chá, Trọng Gia, Tu Dí, Tu Dìn hay Pu Nà, là một dân tộc cư trú ở vùng nam Trung Quốc và vùng bắc Việt Nam.
Người Bố Y nói tiếng Bố Y, một ngôn ngữ thuộc ngữ chi Thái trong ngữ hệ Tai-Kadai.
Dân tộc Bố Y có dân số khoảng 2.971.460 người, chủ yếu sống tại Trung Quốc (các tỉnh Quý Châu, Vân Nam, Tứ Xuyên), và 3.232 người sinh sống tại Việt Nam theo điều tra dân số năm 2019  ở các huyện biên giới ở các tỉnh Lào Cai, Hà Giang. Họ được công nhận là một trong 54 dân tộc Việt Nam.
Mặc dù tại cả Trung Quốc lẫn Việt Nam họ được nhà nước công nhận như là một nhóm sắc tộc riêng rẽ, nhưng chính họ lại tự coi mình là người Tráng.

## Địa bàn cư trú
Tại Việt Nam theo Tổng điều tra dân số và nhà ở năm 2009, người Bố Y có dân số 2.273 người, cư trú tại 14 trên tổng số 63 tỉnh, thành phố. Người Bố Y cư trú tập trung tại các tỉnh: 
Lào Cai (1.398 người, chiếm 61,5% tổng số người Bố Y tại Việt Nam), 
Hà Giang (808 người, chiếm 35,5% tổng số người Bố Y tại Việt Nam), 
Yên Bái (19 người), 
Tuyên Quang (18 người).

## Ngôn ngữ
Người Bố Y nói tiếng Bố Y, một ngôn ngữ thuộc ngữ chi Thái trong hệ ngôn ngữ Tai-Kadai. Tiếng Bố Y rất gần gũi với tiếng Tráng. Có một sự liên tục phương ngôn giữa hai thứ tiếng này. Tiếng Bố Y có dạng chữ viết riêng của mình, được các nhà ngôn ngữ tạo ra trong thập niên 1950 dựa trên bảng chữ cái La tinh và với các quy tắc phát âm tương tự như hệ thống bính âm được đặt ra cho tiếng Trung La tinh hóa.

## Lịch sử

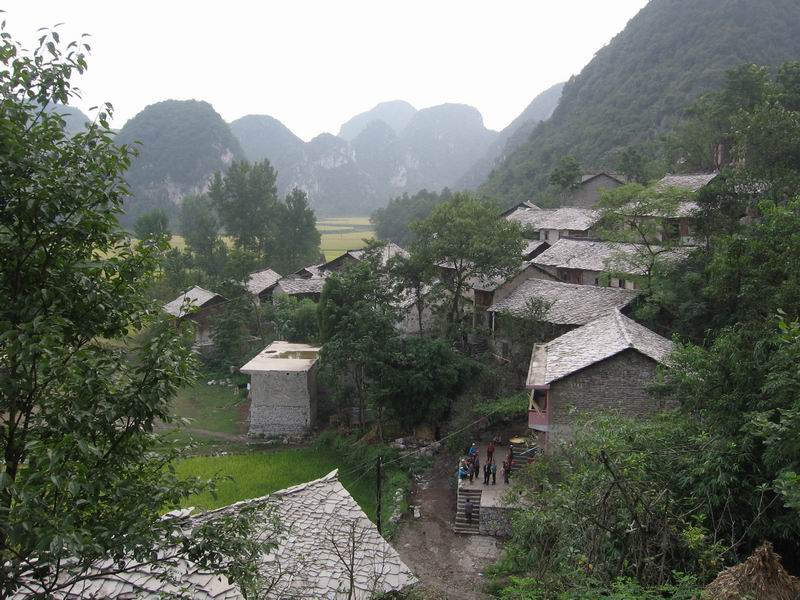
Làng nhỏ của người Bố Y tại Trung Quốc

Người Bố Y trước kia từng là người Tráng (hay còn gọi là người Choang) của vùng bình nguyên Quý Châu. Họ là một trong số các dân tộc cổ đại nhất tại Trung Quốc, sinh sống trong khu vực này đã trên 2.000 năm. Cho tới khi thành lập nhà Đường, người Bố Y và người Tráng có liên hệ chặt chẽ với nhau; nhưng các khác biệt giữa hai nhóm sắc tộc ngày càng trở lên nhiều hơn và từ khoảng năm 900 trở đi thì họ đã thực sự là 2 dân tộc khác biệt.
Nhà Thanh hủy bỏ hệ thống các thủ lĩnh địa phương và giao nhiệm vụ cai trị cho các quan chức triều đình tại địa phương kiêm quản cả quân đội. Việc này đã tạo ra sự thay đổi trong kinh tế khu vực; và từ đó trở đi, đất đai nằm trong tay của một số ít chủ đất và điều đó đã gây ra sự nổi dậy của dân chúng. Trong cuộc khởi nghĩa Nam Lãng năm 1797, người Bố Y bị đàn áp nặng nề và nhiều người phải di cư sang Việt Nam.

## Tại Trung Quốc
Tại Trung Quốc người Bố Y sinh sống chủ yếu tại hai châu Kiềm Nam, Kiềm Tây Nam và ba huyện Tử Vân, Quan Lĩnh và Trấn Ninh thuộc thị An Thuận phía Nam tỉnh Quý Châu.

## Tại Việt Nam
Tại Việt Nam, người Bố Y hình thành hai nhóm: Bố Y Mường Khương (Tu Dí) tỉnh Lào Cai chiếm hơn 60% tổng số người Bố Y tại Việt Nam và nhóm Bố Y Quản Bạ tại Hà Giang chiếm hơn 35%. Tại huyện Mường Khương, người Bố Y tập trung ở các xã Thanh Bình, Nậm Chảy, Tung Chung Phố và Thị trấn Mường Khương. Tại Quản Bạ, dân tộc Bố Y tập trung tại các xã Quyết Tiến, xã Tùng Vài và thị trấn Tam Sơn.

### Đặc điểm kinh tế
Người Bố Y sống chủ yếu bằng nghề làm nương rẫy. Họ nuôi nhiều gia súc, gia cầm, đặc biệt họ có nhiều kinh nghiệm nuôi cá. Hàng năm, khi mùa mưa đến, họ ra sông tìm vớt trứng cá và cá lớn để thả vào ao và ruộng nước.
Trước đây, người Bố Y thường làm mộc, rèn, gốm, đục đá và chạm bạc. Phụ nữ biết trồng bông, kéo sợi, dệt vải, may thêu quần áo, túi khăn.

### Tổ chức cộng đồng
Mỗi dòng họ có một hệ thống tên đệm khoảng 5 đến 9 chữ. Mỗi chữ đệm dành cho một thế hệ và chỉ rõ vai vế của người mang dòng chữ đó trong quan hệ họ hàng.

### Hôn nhân gia đình
Lễ cưới của người Bố Y khá phức tạp và tốn kém.
Trong lễ đón dâu, thường nhà trai chỉ có khoảng 8 đến 10 người, trong đó phải có 1 đến 2 đôi còn son trẻ, 2 đôi đã có vợ có chồng. Nét độc đáo của người Bố Y là chàng rể không đi đón dâu, cô em gái của chàng rể dắt con ngựa hồng đẹp mã để chị dâu cưỡi lúc về nhà chồng. Nhà gái cũng cử ra một đoàn, thành phần như nhà trai. Khi về nhà chồng, cô dâu mang theo một chiếc kéo và một con gà mái nhỏ, đi đến giữa đường thì thả gà vào rừng.
Xưa kia người phụ nữ Bố Y có tục đẻ ngồi, nhau của đứa trẻ chôn dưới gầm giường của mẹ. Khi bố mẹ chết, con cái phải kiêng kỵ, nghiêm ngặt trong 90 ngày đối với tang mẹ, 120 ngày đối với tang cha.

### Văn hóa
Vốn văn nghệ dân gian như truyện cổ, tục ngữ, dân ca khá phong phú và đa dạng.

### Nhà cửa
Tuy người Bố Y cư trú trên vùng cao, có lượng mưa nhiều, độ ẩm lớn, hầu như quanh năm sương mù bao phủ. Nhưng họ vẫn ở nhà nền, loại nhà phổ biến có đặc điểm: cấu trúc ba gian, hai mái vuông, xung quanh trình tường, phía trước là một hàng hiên. Bộ khung được sử dụng bằng các vật liệu vững chắc như gỗ hoặc tre. Mái bằng cỏ gianh, song cũng có nhà lợp ngói. Bộ khung cấu tạo cân đối bởi hai kèo đơn và năm hàng cột, trong đó, có đôi cột trốn là đôi cột giữa.
Cũng đã xuất hiện một số nhà có hiên bốn mặt. Đối với loại này thì cột trốn lại là đôi cột ngoài. Nhà thường thấy một cửa chính đi vào giang giữa, một cửa phụ nơi đầu hồi để qua bếp đun và hai cửa sổ trông ra hàng hiên. Tuy là nhà nền, nhưng nhà nào cũng có một sàn gác trên lưng quá giang. Đó là nơi để ngũ cốc và làm chỗ ngủ của những người con trai chưa lập gia đình.
Nhà của người Bố Y thường quần tụ bên bờ suối, trên sườn đồi hay trong thung lũng nhưng nền đã được tôn cao,

### Trang phục
Có phong cách tạo dáng, chủng loại và phong cách mỹ thuật riêng.
- Trang phục nam

Nam giới thường mặc áo cổ viền, loại áo cánh ngắn, tứ thân; quần lá tọa màu chàm bằng vải tự dệt.
- Trang phục nữ

Những năm đầu thế kỷ, phụ nữ Bố Y để tóc dài, tết quấn quanh đầu, hoặc đội khăn có trang trí hoa văn đội thành hình chữ nhân cao mái trên đầu, hoặc khăn chàm bình thường quấn ngang trên đầu.
Họ mặc áo ngắn năm thân xẻ nách phải, cổ, ống tay áo, chỗ cài cúc được trang trí và viền vải khác màu hoa văn sặc sỡ. Ngày xưa, họ mặc váy xòe giống phụ nữ H'mông Hoa, khi mặc áo lồng vào phía trong cạp váy. Đồng bộ với áo là chiếc xiêm khác màu (thường là màu đen trên nền vải xanh), trước ngực được trang trí hoa văn ngũ sắc, ngắn tới thắt lưng. Áo có chiếc xiêm khâu chiết phía trên, có dải thắt lưng rồi buông thõng sau lưng. Phụ nữ ưa mang nhiều đồ trang sức như dây chuyền, vòng cổ, vòng tay.
Trong lễ, tết họ mặc áo dài liền váy kiểu chui đầu. Cổ áo ny rộng xuống tới bụng có thuê hoa văn hình hoa lá đối xứng, ống tay viền vải khác màu ở cửa tay. Bên trong mặc váy nhiều nếp gấp kiểu Hmông Hoa. Đầu đội khăn chàm đen.
Phong cách trang phục riêng của Bố Y không phải là loại áo xẻ nách của phụ nữ, mà là lối mặc và trang trí đi kèm với Xiêm, và phong cách áo dài có nét riêng biệt, mặc dù trong quá trình lịch sử người Bố Y có giao thoa văn hóa với nhiều dân tộc khác.